# Israel Roll
Israel Roll (1937 - junho de 2010) foi um arqueólogo e acadêmico israelense. Ele foi o ex-diretor das escavações Apolónia da Palestina e um dos diretores das escavações do templo romano em Kedesh. Atualmente, ele se aposentou da Universidade de Tel Aviv. Ele concluiu seu bacharelado na Universidade Hebraica de Jerusalém. Seu Ph.D. A tese sobre o culto de Mitras, sobre a qual ele escreveu um artigo, é da Sorbonne. O atual diretor da escavação em Apolónia da Palestina, Dr. Oren Tal, está atualmente em um esforço contínuo para publicar as últimas temporadas da escavação. 

## As estradas romanas na Judéia
Roll era uma autoridade líder em arqueologia clássica, especializada no sistema rodoviário romano na Judéia e nas províncias adjacentes. O Roman Road Survey foi dirigido e publicado pelo Prof. Roll, Prof. Benjamin Isaac e Prof. Moshe Fischer. A primeira publicação descreve a estrada Legio - Scyopolis. A segunda publicação, descrevendo as estradas de Jaffa - Jerusalém, foi publicada em 1996.

## Publicações selecionadas
- Isaac B.H. and Roll, I. 1976. A Milestone of AD 69 from Judaea. Journal of Roman Studies 56. pp. 9–14.
- Roll, I. 1978. The mysteries of Mithras in the Roman Orient: the problem of origin. Journal of Mithraic Studies Volume II.
- Isaac B.H. and Roll, I. 1979. Legio II Traiana in Judaea. ZPE 33. pp. 149–156
- Roll, I. and Tal, O. Apollonia - Arsuf Final Reports I. Tel aviv.
- Isaac, B.H. and Roll, I. 1982. Roman Roads in Judaea, I, The Scythopolis-Legio Road, Oxford, B.A.R. International Series.
- Roll, I. 1983. The Roman Road System in Judaea. The Jerusalem Cathedra.
- Fischer, L. M. Isaac, B. H. and Roll, I. 1996. Roman Roads in Judaea, II, The Jaffa - Jerusalem Roads. B.A.R. International Series, Oxford.